# ジェイド (アダルトビデオ)
ジェイドとはマニアック・フェチに特化した日本のアダルトコンテンツメーカー。

また、同名の自社レーベルJADEがある。

販売（セル）のみでレンタルでは市場にない。

## 概要
盗撮モノのアダルトビデオ販売からスタートし、その後、スカトロ・盗撮モノを中心としたフェチ系アダルトビデオ制作も手がけるようになる。

また自社運営の店舗、DVD通販サイト、ストリーミング視聴サイトがあり、自社レーベルだけではなく他のフェチ・マニアックメーカーの作品も視聴・購入が可能。

コアなユーザーをターゲットにしている為、安易な販路拡大はせず、それら自社ルートでしか販売していない作品もある。

## ジェイドグループ 新作発売日
新作はジェイドグループレーベルで毎月10日頃に40タイトル前後発売

## ジェイドグループレーベル

### 2020年2月現在
- JADE
- ブリル
- イレブン
- シャリラ
- ファイ
- エボ
- フィルス
- マロンb
- スラム
- スリッツ
- パックメン
- 自我
- ブリルフリーク
- キャプテン
- ダンク
- peeping eye
- SPY FETISH
- ブーバ
- G-SOUL

### ジェイドグループ 旧レーベル
- シュリ
- Aub
- パール
- リエゾン
- 影SHADOW
- ラビット
- カングン
- オムニ
- ピクシー
- 乳’s
- ポアハウス

### ジェイドグループ 総販レーベル
- ウインク（H22年6月より）
- ブーツの館BLACKLABEL（H23年7月より）
- 濃青研＠アーカイヴス（H24年10月より）
- 排泄屋（H25年7月より）

## 外部サイト
- SLUM PEEPING NET （日本語）  - ジェイド直営の成人向けアダルトサイト(DVD通販サイト)
- JADE NET （英語）（朝鮮語）（中国語） - 海外向けストリーミング・ダウンロードサイト